# فقط (ترانه نیکی میناژ)
«فقط» تک‌آهنگی از هنرمند اهل ترینیداد و توباگو نیکی میناژ به همراهی دریک (موسیقیدان)، لیل وین، و کریس براون است که در ۲۸ اکتبر ۲۰۱۴ منتشر شد. این تک‌آهنگ در آلبوم د پینک‌پرینت قرار داشت.
این تک‌آهنگ در چارت آمریکا به رتبه دوازده و در چارت ترانه‌های ریتم و بلوز/هیپ‌هاپ آمریکا به رتبه یک رسید.